# دنیاگیری کووید-۱۹ در اوکراین
دنیاگیری کووید-۱۹ در اوکراین بخشی از دنیاگیری بیماری کروناویروس ۲۰۱۹ در جهان است. اولین مورد تأیید شده در اوکراین در ۳ مارس ۲۰۲۰ در استان چرنیوتسی اعلام شد.